# Kill the Thrill
Kill the Thrill est un groupe de rock et metal industriel français, originaire de Marseille, en France. Les membres du groupe sont Nicolas Dick, Marylin Tognolli et Frédéric De Benedetti.

## Biographie
KILL THE THRILL formé en 1989 adopte un style mêlant la musique industrielle, le metal, le rock gothique, le new wave et le rock alternatif,,. Le groupe publie son premier album studio, intitulé DIG (sur les labels Noise Product CH/Semetery) enregistré par David Weber (Treponem Pal, Young Gods),suivi du maxi PIT également sur les labels Noise Product CH/Semetery. Le groupe compte alors trois musiciens et travaille déjà avec une boîte à rythmes conjuguée à des samplers.
Dans les années qui suivent, KILL THE THRILL joue dans de nombreux festivals français et tourne à nouveau à travers l'Europe. En 1996, le trio se mue en duo avec Nicolas Dick et Marylin Tognolli. ils publient alors leur deuxième album, intitulé LOW (label Noise Products CH) produit par Nicolas Dick. L'album est salué par la presse comme un équilibre parfait entre la mélodie et la saturation. Au fil des ans, des titres de KILL THE THRILL apparaissent dans un grand nombre de compilations : LA FAMILLE (Noise Product Belgique), SERIAL KILLER Vol 1 (Roadrunner), BRUTALE GENERATION (Semetery / WMD) etc...
Avec l'arrivée du guitariste Frédéric De Benedetti c'est à nouveau en trio que nait l'album 203 BARRIERS, en 2001 paru chez Season Of Mist, album dont l'enregistrement et la production ont été réalisés par Nicolas Dick. Avec ce nouvel opus KILL THE THRILL a fait évoluer sa musique vers un son audacieux, dérangeant et extrême. Pour autant, la fureur des débuts est désormais sous contrôle et la mélodie a pris une vraie place.
La signature sur le label Season Of Mist, offre une opportunité de développement au groupe avec une promotion et une distribution à l'international. Kill the Thrill partage la scène avec d'autres artistes comme ISIS, GODFLESH, KILLING JOKE, ZENI GEVA, YOUNG GODS, EINSTURZENDE NEUBAUTEN, LA MUERTE, NEUROSIS, JESU, JIM ROSE CIRCUS, GRÖTUS, DILLINGER ESCAPE PLAN, DÄLEK, etc.
Leur album TELLURIQUE sorti en 2005 sur Season Of Mist frappe là où ça fait mal, alliant un aspect indus/metal extrêmement froid et clinique à une sensibilité new wave, le tout baignant dans une atmosphère très mélancolique. L'album est dépeint par la presse comme un trip organique dans lequel il faut entrer pour en ressentir l'âpreté et la beauté. Ce trio exacerbé s'est mué dans une symbiose, une entité avec un argument simple :  rien n'est chair, l'univers est une sensation dont nous subissons l'insoutenable rigueur. Tuer le frisson rejoint l'indicible. La colère n'a pas d'origine, quand les événements dont elle est faite, corps et ondes, ne peuvent plus contenir la patience et l'intelligibilité, les sons deviennent violence.
Ils jouent l'ambiguïté... Atmosphérique, lourd, profond et quelque peu innovant, sur scène KILL THE THRILL atteint le point où, voulant atteindre le vertige, ils peuvent toucher un public sans âge ni style.
En 2015 sont réédités les premières démos du groupe sous le titre 1989
Pendant quelques années de silence mises à profit aux projets personnels et musicaux des membres du groupe, KILL THE THRILL a peaufiné une nouvelle mouture qui devrait sortir début 2024.

## Membres

### Membres actuels
- Nicolas Dick – chant, guitare
- Marylin Tognolli – basse, chant
- Frédéric De Benedetti – guitare, chant

### Anciens membres
- Thierry Ringelstein - guitare
- Patrick Allard – guitare
- ERikm – guitare
- Leon – guitare

## Discographie

### Albums
- 1993 : Dig
- 1996 : Low
- 2003 : 203 Barriers
- 2005 : Tellurique
- 2015 : 1989

### EP
- 1993 : Pit

### Splits
- 1990 : Les Enfants du Mistral (EP ; Taktik Mag)
- 1993 : Untitled (avec Münch)
- 1993 : Büccolision (avec Overmars)
- La Famille (Noise Product Belgique)
- Ah quelle belle journée (Amanita)
- Serial Killer Vol 1 (Roadrunner)
- A wild state of noise and disorder... (Pandemonium)
- Brutale Génération (Semetery / WMD)
- 5 Years Of Fury (Noise Product ch)
- Tribute To Godflesh (Nihilistic H. Rec.)
- Fear Drop 14 "Coal Fire“ The Cure masterpiece Pornography

### Reprises
- 2005 : Us and Them (Godflesh) - Tellurique CD
- 2008 : A Strange Day (The Cure) - Feardrop

### Démo
- 2015 : 1989